# Zagrebačka Biblija
Zagrebačka Biblija iz 1968. godine pojavljuje se kao četvrti cjeloviti prijevod Biblije na hrvatski jezik, a prvi tiskan u Hrvatskoj i to u Zagrebu. Sastavljen je iz izvornika, prema uzoru na Jeruzalemsku Bibliju (La Bible de Jérusalem).

## Povijest

### Stariji prijevodi
Prvi, cjelovito napravljen, prijevod Svetoga pisma na hrvatski načinio je u 17. stoljeću isusovac Bartol Kašić. Našijenci, nostrates, kako kuka već sam Kašić, osujetili su tiskanje spremljene hrvatske Biblije u Rimu. Tada još nije postojao standardni hrvatski jezik. Kašić ga je zapravo gradio. Kašićeva Biblija tiskana je kao otmjeno izdanje istom 1999. – 2000. u Paderbornu, u Njemačkoj, u nizu prvih prijevoda Biblije na slavenske jezike, zvanom Biblia Slavica. Prvi tiskani prijevod cijeloga Svetoga pisma na hrvatski, koji je načinio franjevac Matija Petar Katančić, izašao je 1831. u Budimu. Tridesetak godina poslije objavljuje teolog Ivan Matija Škarić prijevod Biblije u Beču 1858. – 1861. godine. Ivan Evanđelist Šarić objavljuje svoj prijevod Biblije u Sarajevu 1941. – 1942. godine.

### Pripreme
Biblija je izašla na pobudu društvenog (državnog) izdavača Stvarnosti iz Sarajeva, koja potkraj 1966. i početkom 1967. godine poziva bibličare Katoličkoga bogoslovnog fakulteta u Zagrebu na pripremu prijevoda Biblije, istoga fakulteta koji je petnaest godina ranije de facto isključen iz Zagrebačkog sveučilišta. 
Na Bogojavljenje 6. siječnja 1967. nadbiskup zagrebački i kardinal Franjo Šeper u razgovoru s bibličarom Bonaventurom Dudom i Ivonom Ćukom daje suglasnost da se u suradnji katoličkih bibličara i izdavača Stvarnosti pripremi hrvatski prijevod Biblije. 

### Urednici i suradnici
Za desetak dana, 17. siječnja, u sjedištu izdavačke kuće Stvarnost bibličar Bonaventura Duda predlaže da se u rad oko hrvatskoga prijevoda Biblije uključe i književnici, što je kod književnika Juru Kaštelana i ravnatelja Stvarnosti Ivana Košutića naišlo na odobravanje. Kaštelan će predložiti da se ne pozivaju u krug suradnika književni klasici, jer će sporo raditi, već nadobudni mladi književnici. Izbor nije išao prema ključu vjerske pripadnosti pa su u red književnih suradnika ušli i kršćani i ne-kršćani. 
Oblikovalo se uredništvo: glavni su urednici sveučilišni profesor Jure Kaštelan, književnik, član Izdavačkog savjeta Stvarnosti, i sveučilišni profesor Bonaventura Duda, bibličar, s Katoličkoga bogoslovnog fakulteta. Urednici su pak Josip Tabak, književnik, i Jerko Fućak, bibličar. Okupljeni su književni suradnici: Branko Brusar, Olinko Delorko, Filibert Gass, Marko Grčić, Stjepan Hosu, Jure Kaštelan, Božo Kukolja, Tomislav Ladan, Nikola Milićević, Zvonimir Mrkonjić i Ante Sekulić. Tu su bili i Nikola Šop i Ton Smerdel.
Krug biblijskih suradnika tvorili su Bonaventura Duda, Jerko Fućak, Ivan Golub, Ante Kresina, Janko Oberški, Ljudevit Rupčić i Celestin Tomić. Ivan Golub je predložio urednicima Zagrebačke Biblije u nastanku da se u posao uključi i mladi bibličar Adalbert Rebić, koji je tada u Rimu na Papinskom biblijskom institutu završavao studij biblijskih znanosti, a glavni urednik Bonaventura Duda je to prihvatio. Jezični suradnici bili su Marko Grčić, Jure Kaštelan, Zvonimir Mrkonjić i Josip Tabak, kojemu je bila povjerena opća lektura sveukupne Biblije s uvidom u hebrejski izvornik. Ispraviteljem/korektorom otisaka prijevoda Biblije bit će visoko savjestan i neumoran Stjepan Hosu (nekoć Golubov gimnazijski profesor).

### Rad na Bibliji
Prvoga svibnja 1967. počeo je rad oko prevođenja Zagrebačke Biblije, a Tomislav Ladan je u vezi s rokom pripreme Biblije rekao: »Ne za nekoliko godina, nego za jednu godinu, ali početi s radom ne sutra, nego danas. Inače će se prăvo raditi tek posljednje (jedne) godine. Pa radimo to sada ove godine.«
Kao polazišna točka usvojeni su rukopisni prijevodi. Podloga je bila rukopisni prijevod pokojnoga profesora biblijskih znanosti na Katoličkom bogoslovnom fakultetu u Zagrebu Antuna Sovića, uz iznimku Mojsijeva Petoknjižja Silvija Grubišića i Psalama Filiberta Gassa. Od tiskanih prijevoda preuzet je prijevod Pjesme nad pjesmama književnika Nikole Milićevića i Novi zavjet bibličara Ljudevita Rupčića. Biblijski suradnik na Ezri i Tobiji te svim knjigama posvećenim ženama (Ruti, Juditi i Esteri) bio je Ivan Golub, dok je književni suradnik bio Olinko Delorko, uz iznimku Knjige Ezrine, koju je književnički obradio Ante Sekulić. Podloga je bio Sovićev rukopisni prijevod.
Složeno i višestoljetno pitanje naziva „savez” i/ili „zavjet” riješeno je s „i-i”. Biblija se naziva Stari i Novi zavjet, a u samoj Bibliji upotrebljava se izraz „savez”. Božje ime, u hebrejskom izvorniku četveroslovlje – tetragram JHWH, u Bibliji se piše Jahve. Osobna pak imena pišu se najvećma prema hebrejskom izvorniku, a neka prema Vulgati. Latinski prijevod, Vulgata, nema glas š, koji ima hebrejski izvornik. Imena velikih proroka su prema Vulgati Izaija, Jeremija, a ne hebrejski (Jirmijahu – Jeremija), a mali proroci pojavljuju se i u hebrejskom obliku kao Hošea. Ime Davidova oca u Bibliji se pojavljuje u hebrejskom obliku Jišaj, a ne u Vulgatinu latinskom Jesej. Spjev Kajetana Vičića Jesseides libri XII (Prag, 1700.) jedni nazivlju Jišajida, oslanjajući se na Zagrebačku Bibliju, drugi Jeseida, oslanjajući se na Vulgatu. Našavši se pred terminološkim odlukama Zagrebačka Biblija uz iznimku saveza išla je u kompromisna rješenja između hebrejskog izvornika i latinske Vulgate. 

### Objavljivanje
Nakon nešto više od godine rada, Biblija je izašla 14. rujna 1968. na blagdan Uzvišenja svetoga križa u Zagrebu, u 60 000 primjeraka da bi, razgrabljena, uskoro bila tiskana u još 40 000 primjeraka. Otkupila ju je 1974. od Stvarnosti izdavačka kuća Kršćanska sadašnjost. U četrdeset godina od njezina prvotiska Zagrebačka je Biblija izašla u 400 000 primjeraka.  U izdanju Kršćanske sadašnjosti izašla je više od dvadeset izdanja.

## Značaj

### Koncilski duh
Ivan Golub: "Sjećam se Drugog vatikanskoga koncila i poslijekoncilskoga zanosa. Zagrebačka je Biblija u sklopu toga zanosa. Zagrebačka je Biblija jedna od prvina plodova Drugoga vatikanskoga koncila u nas. Među njima je još u vrijeme održavanja Koncila novina »Glas (s) Koncila – Novo lice Crkve«. Godinu poslije zaključenja Koncila 1966. utemeljuje se ekumenski bilten »Poslušni Duhu«, čiji sam suutemeljitelj. Dvije godine po zaključenju Koncila pojavljuje se 1968. Zagrebačka Biblija, čiji sam biblijski suradnik. Tri godine poslije Koncila 1969. počinje – meni i mojim suradnicima povjerena – obnova Nadbiskupskog bogoslovskog sjemeništa u Zagrebu od tridentskog monastičkog lika sjemeništa u mjesnocrkveni lik. Kao svjedok dakle govorim o koncilskom zanosu kojega je čudesni dio i Zagrebačka Biblija. Zagrebačka je Biblija već kao Biblija ekumenska, jer je Biblija zajedničko dobro svih kršćana. No ona je to i po svom nastanku i nastavku. Okupila je suradnike razne književnike, bez obzira na njihovo vjersko uvjerenje vođena samo stručnošću. Time je – posve u duhu Drugoga vatikanskoga koncila – preteča dijaloga i inkulturacije. A prihvaćena je od svih kršćanskih zajednica. Time promiče ekumenizam.

### 40. obljetnica
Kršćanska sadašnjost, Odsjek za kroatistiku Filozofskog fakulteta Sveučilišta u Zagrebu, Hrvatsko filološko društvo i Katolički bogoslovni fakultet Sveučilišta u Zagrebu pod pokroviteljstvom Hrvatske biskupske konferencije i Ministarstva kulture priredili su znanstveni simpozij "40 godina Zagrebačke Biblije" (1968. – 2008.) u Zagrebu 24. i 25. listopada 2008. godine.
Simpozij je pozdravio predsjednik Hrvatske biskupske konferencije msgr. Marin Srakić, nadbiskup đakovačko-osječki i izaslanik Ministarstva kulture. Predavanja su održali djelatnici oko izdanja Zagrebačke Biblije 1968., bibličari Bonaventura Duda, Adalbert Rebić i Ivan Golub te književnici Marko Grčić, Ante Sekulić, Zvonimir Mrkonjić. Izlagali su Josip Bratulić, Katica Knezović, Dino Milinović, Jadranka Brnčić, Stipe Botica, Peter Kuzmič, Mario Cifrak te putem posrednika Josip Silić i Loretana Despot. Bonaventura Duda, glavni urednik Zagrebačke Biblije, spominje se 1992. umrlog urednika Jerka Fućaka. Sproveo je 1990. i glavnog urednika Juru Kaštelana, 2007. urednika Josipa Tabaka i književnoga suradnika Tomislava Ladana.
O četrdesetoj godišnjici Zagrebačke Biblije izašla je knjiga Katice Knezović Zagrebačka Biblija 1968. o 40. obljetnici (Kršćanska sadašnjost, Zagreb, 2008). Profesoru emeritusu Bonaventuri Dudi 22. listopada 2008. godine uručena je na Evanđeoskom teološkom fakultetu u Osijeku "Ekumenska povelja" iz ruku rektora Petera Kuzmiča.

### SpomenikZagrebačka Biblija
Spomenik Zagrebačkoj Bibliji otkriven 9. siječnja 2010. ispred franjevačkog samostana na Kaptolu u povodu dijamantne obljetnice svećenštva fra Bonaventure Dude. Spomenik su postavili grad Zagreb i Hrvatska franjevačka provincija sv. Ćirila i Metoda. Autor spomenika je akademski kipar Ante Jurkić, a izliven je u Ljevaonici umjetnina Akademije likovnih umjetnosti u Zagrebu. 
Biblija je prikazana kao otvorena knjiga ponuđena prolaznicima, a na njezinoj stranici nalazi se redak prijevoda iz 1968. godine iz Psalma 119 "Tvoja riječ nozi je mojoj svjetiljka i svjetlo mojoj stazi". Izabrani redak želi podsjetiti prolaznika koji korača pločnikom da je ovdje, na ulici i u svakom trenutku njegova života Riječ Božja njegov putokaz i njegova svjetlost.
Pri dnu skulpture nalaze se riječi fra Bonaventure, koji u svome podnesku kardinalu Franji Šeperu 10. siječnja 1967. godine, kojim predstavlja naum o prevođenju Biblije, kaže da to "čine jer to potrebe traže, a prilika se pruža dajući od svojega malo da Bog učini po svojoj milosti ono što se njemu svidi".